# フィリップス
コーニンクレッカ フィリップス（Koninklijke Philips N.V.、英文正式表記：Royal Philips、Euronext: PHIA 、NYSE: PHG）は、ヘルスケア製品・医療関連機器を中心とする電気機器関連機器メーカーで、オランダのアムステルダムに本拠を置く多国籍企業である。
日本法人である株式会社フィリップス・ ジャパンは、東京都港区麻布台に所在。日本法人については、2017年10月1日に株式会社フィリップスエレクトロニクスジャパンから株式会社フィリップス・ジャパンに社名を変更した。

## 沿革
1891年5月15日に、オランダ、ザルトボメル出身の創業者ヘラルド・フィリップスがアイントホーフェン に従業員20名の電球工場を設立したのが源流である。1920年代にドゥカティの技術協力を受け、その後押しで 電球を欧州各地に販売して成功し、その後はラジオ受信機、蓄音機、電気通信装置などに拡大し、家電製品から軍需産業まで関与する総合エレクトロニクスメーカーとなった。第二次世界大戦中、ナチス・ドイツ軍に工場を接収され、また英米連合軍の爆撃で大きな被害を受けた。戦後は一層の多角化を進めたものの、次第に不採算事業の赤字に苦しむようになった。その後、選択と集中による事業の再構築によって、ヘルスケア・医療機器に経営資源を集中した。その結果、世界の主要電器メーカーの中で最も利益率が高い企業になっている。
日本では、電気かみそり（シェーバー）や電動歯ブラシで知名度が高い。それ以外ではコンピュータ断層撮影（CT）、核磁気共鳴画像法（MRI）、自動体外式除細動器（AED）などの医療機器分野で高い技術力を持っている。かつては照明機器、半導体、AV機器（音響機器・映像機器）分野で知られ、コンパクトカセット、レーザーディスク（LD）、コンパクトディスク（CD）、DVD+R/RW、Blu-ray Discなどの開発、提唱元の一つとして知られていた。
インダストリアルデザインに凝った製品が多く、その分野でも先駆的存在であり、デザイナーを社内に多く擁しているのも特徴であった。初期型CDプレーヤー「CD-34」は、独自開発のスイングアーム式ピックアップ（弧を描く形でCDを読み取る方式）と、4fsオーバーサンプリング左右独立14bitDAC+ノイズシェイパー+デジタルフィルタの構成であった。アナログ的なアプローチをした音作りがなされていたことから、特にクラシック音楽ファンに人気を呼び、ソニー製「D-50」と並んでコンパクトディスクの普及に大きな役割を果たした。
2006年8月、フィリップスは採算の不安定な半導体部門の株式の8割を投資会社に売却すると発表した。半導体部門は家電、モバイル、車載機器の開発も行っており、売却後の同部門は同年9月1日、新会社NXPセミコンダクターズとして独立した。オーディオ・ホームエンタテイメント事業は2014年以降、楽器メーカーのギブソンに売却 された。また、創業以来の照明事業について2016年5月、フィリップスライティング（2018年にシグニファイに社名変更）として分社した（照明事業の日本法人は「フィリップスライティングジャパン合同会社」として分離、2019年「シグニファイジャパン合同会社」に名称変更）。この結果、現在のフィリップスは、ヘルスケア製品・医療関連機器に事業の大半が集中した企業へと変貌している。
現在、フィリップスはオランダプロサッカーリーグのPSVアイントホーフェンの冠スポンサーとなっている。
星と波が描かれたフィリップスのシールドは、1934年にオランダで初めて登場して商標登録され、たちまち世界中で知られるシンボルマークとなった。星は電球を量産化し世界中に送り出したフィリップスの先駆的役割を表したものである。また、波は電波を表し、初期に無線通信プラットフォームを実現したフィリップスの高い貢献を示唆している。後に円がデザインに加わるが、これは世界と人々を象徴している。

## 日本における事業活動
1953年には松下電器産業（現・パナソニックホールディングス）との合弁で松下電子工業（現在のパナソニック オートモーティブ&インダストリアルシステムズ社、パナソニック コネクトおよびパナソニック ライティングデバイス）を設立した。また、1970年代前半までは松下電工で電気カミソリをライセンス生産しており、当時のナショナル電気カミソリは刃がフィリップス独特のものであった。
1980年代には日本にも電気カミソリの開発拠点・工場を有していた。
同じく1980年代、経営が悪化した米スーパースコープ社を買収し、その関連会社の日本マランツも傘下にした（現在、マランツはフィリップスの資本から脱退）。マランツのブランドを利用しデジタルオーディオ製品に注力する。1980年代後半にはLHHシリーズという高級コンポーネントを自社ブランド（製造はマランツ）により、CDプレイヤーやアンプなどで発売した。そして最終的に高級オーディオはマランツ、ゼネラルオーディオはフィリップスとブランド分けし、1990年代中盤頃までは同社のデザイン技術を生かしたテレビやラジカセ、ビデオデッキといった民生品を国内向けに生産していた時期もあった。2006年11月、D&Mホールディングス（デノン、マランツの持株会社）に、Hi-Fiオーディオ部門を買収され、完全子会社化された。子会社化後の社名は「D&M Premium Sound Solutions」と改められた。日本国内でのAV関連事業は一時撤退し、その後、ヘッドフォン・インナーイヤフォンが燦坤（サンクン）日本電器によって輸入され、2009年4月より日本市場へ参入した。
2008年、呼吸器、睡眠治療器などを扱うフジ・レスピロニクス株式会社を傘下に入れ、2010年に同社の社名変更を行って「フィリップス レスピロニクス合同会社」とした。
現在の日本法人であるフィリップスジャパンは輸入販売やサポートを手がける会社であるが、高齢化が進む日本で対応するソリューションを創出する拠点として、2020年に「Philips Co-Creation Center」を仙台市に開設した。
また、2020年からは補聴器や人工内耳など聴覚機器を扱うヘルスケア企業デマント・ジャパンとライセンス契約を結びフィリップスヒアリングケアソリューションズとして補聴器業界に参入。2021年には神奈川県横浜市にフィリップス補聴器のコンセプトストアを補聴器販売店と共同出店している。 
- 名古屋大学と包括提携[10]
- 東北大学と予防医療などヘルスケア分野で包括提携[11]

### CM
1980年代にはイメージキャラクターに千葉真一を起用し、CMや広告を展開した。
その他
- 大橋巨泉（コーヒーメーカー）
- 星野仙一（フィリシェーブ）
- 成宮寛貴（メンズグルービング）
- 筧利夫（ソニッケアー）
- 長友佑都（メンズグルービング）
- 市川紗椰（ディスプレイ）